# Kennemergarage
De Kennemergarage is een rijksmonument in Alkmaar. Ze werd in 1912-1913 gebouwd in opdracht van de firma Stikkel, Oly en Ten Zeldam, naar een ontwerp van architect Jan Wils.

## Ontstaan
Begin vorige eeuw begonnen steeds meer mensen gebruik te maken van de auto. De eerste auto’s waren echter zeer kwetsbaar en onderhoudsintensief. Autobezitters moesten dus ook over een garage beschikken. Omdat niet iedereen het geld of de ruimte had om zelf een garage te bouwen, was het niet ongebruikelijk om een standplaats te huren in een grote garage. De Kennemergarage is hier een voorbeeld van. De garage bood oorspronkelijk plaats aan ongeveer 20 auto’s en beschikte onder meer over een kantoor en een woning voor de chef. De werkplaats was niet groot, omdat reparaties slechts een bescheiden onderdeel van de zaak vormden.

## Ontwerp
De firma Stikkel, Oly en Ten Zeldam gaf de toen 21-jarige Jan Wils de opdracht de garage te ontwerpen. Wils was destijds volontair bij Gemeentewerken Alkmaar en was betrokken bij het aannemersbedrijf van zijn vader. De Kennemergarage was Wils’ eerste opdracht van betekenis. Het ontwerp kwam in september 1912 gereed en bestond uit een langgerekt gebouw met een tonschaaldak, een van de eerste voorbeelden in Nederland van deze dakconstructie. De segmentvormige kap is uitgevoerd in gewapend beton waarin daklichten zijn uitgespaard, opgevuld met bouwglas. Omdat het gebouw geplaatst moest worden in de chique Alkmaarderhout, liet hij de garage schuilgaan achter een villa-achtige voorbouw van rode handvormsteen in Vlaams verband, onder een mansardedak met leien in maasdekking.
De voorgevel is symmetrisch en bevat een boogluifel, twee erkers met bolvormige overkapping, een loggia en versoberde classicistische elementen. De gevel is versierd met terracotta elementen van de keramist W.C. Brouwer, waaronder twee waterspuwende vogels en de twee bloembakken van de loggia. Het gebouw is tegenwoordig in gebruik als bedrijfsruimte.

## Foto’s

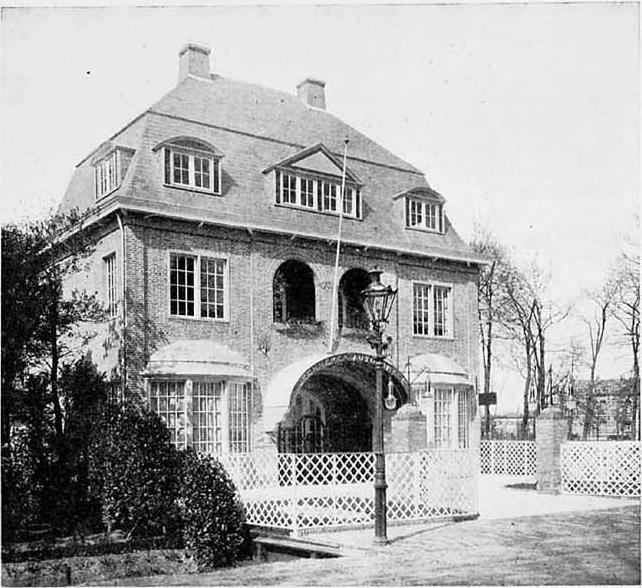
Kennemergarage in 1913.
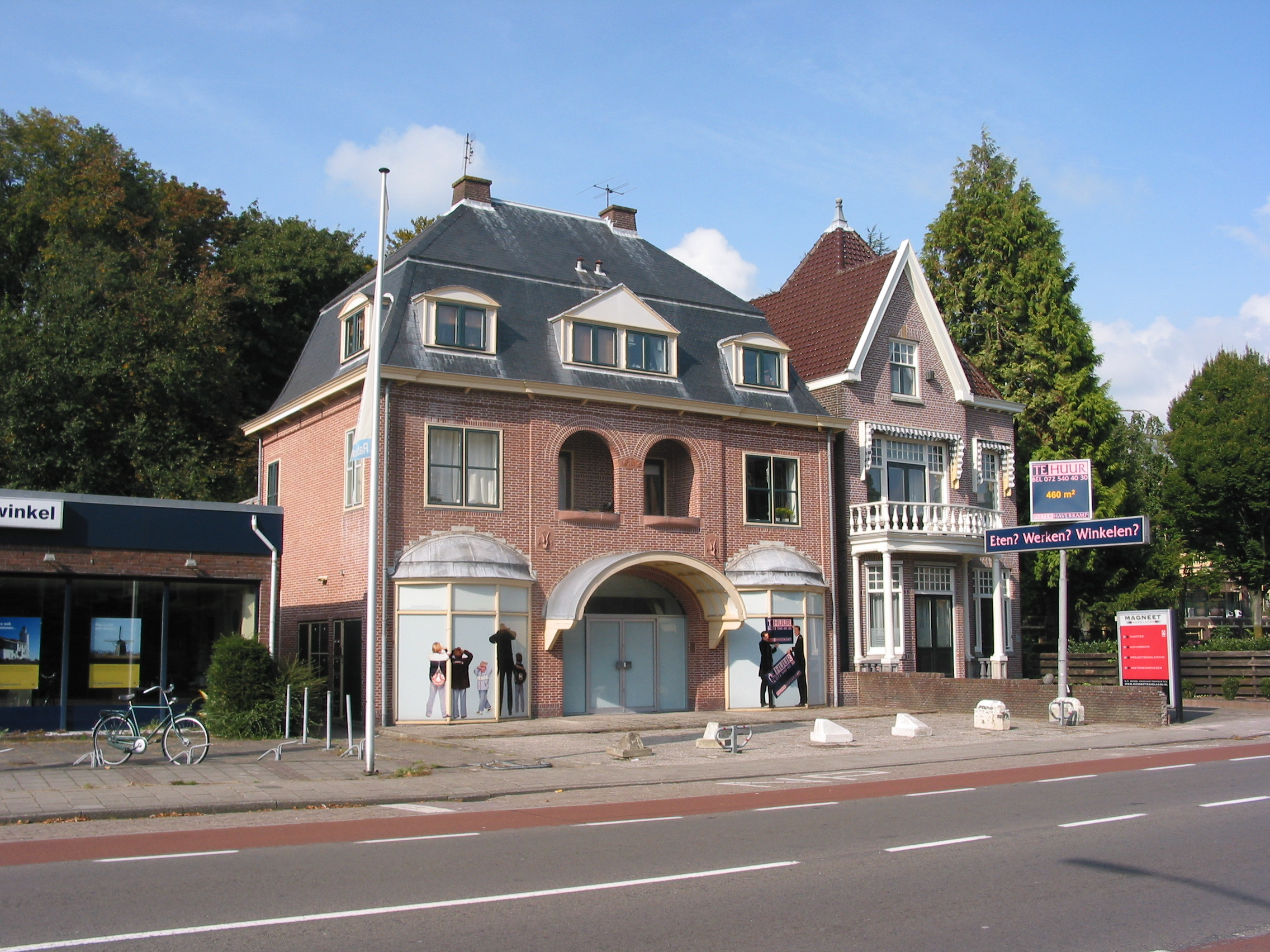
Idem, 2008.